# Vitstrimmig honungsfågel
Vitstrimmig honungsfågel (Trichodere cockerelli) är en fågel i familjen honungsfåglar inom ordningen tättingar.

## Utseende
Vitstrimmig honungsfågel är en liten honungsfågel. Den är svart ovan med stora gula vingpaneler. Undertill är den ljusare med mörk streckning. På huvudet syns en gråaktig kindfläck, en gul fläck bakom ögat och tilltufsade vita strupfjädrar. Näbben är svartaktig med blått längst in.

## Utbredning och systematik
Vitstrimmig honungsfågel placeras som enda art i släktet Trichodere. Den förekommer i nordöstra Queensland (kusten vid norra delen av Kap Yorkhalvön).

## Levnadssätt
Vitstrimmig honungsfågel hittas i öppen skog, hedmark och i kustnära områden.

## Status
Arten har ett relativt begränsat utbredningsområde. Beståndet anses dock vara stabilt. IUCN kategoriserar arten som livskraftig.